# Punt de vista
El punt de vista és la posició, consideració o actitud que sobre un fet, subjecte o qüestió té una determinada persona o entitat a causa del seu propi biaix cognitiu subjectiu, indisociable a ella. També s'usa, com a sinònim, perspectiva i, especialment en el context artístic, mirada. Aquesta expressió figurativa existeix a diverses llengües i està referenciada per escrit des de 1760.
Des de la perspectiva de la filosofia i les ciències socials, existeixen models de punts de vista, com el punt de vista "neutral" (o neutralitat), el punt de vista natural i el punt de vista múltiple. D'altra banda, des de les arts, l'humor i la creació (innovació, disseny, tecnologia) en general, les persones s'esmeren a oferir noves mirades, perspectives i punts de vista del món, real o fictici. Els infants són un exemple de persones que canvien el punt de vista lliurement, devant de les situacions que es van presentant.